# Arab News
Pour la chaîne de télévision saoudienne, voir Al-Arab News.
Arab News (en arabe : عرب نيوز) est un journal quotidien anglophone publié en Arabie saoudite, dont le siège est basé à Djeddah. Premier quotidien anglophone du royaume, Arab News est l'un des vingt-neuf périodiques publiés par la Saudi Research and Publishing Company (SRPC), filiale du Saudi Research and Marketing Group (SRMG). Il publie également des articles en français,sur un site internet dédié.

## Lectorat
Le quotidien est tiré entre 51 481 et 110 000 exemplaires (2013), avec un lectorat composé d’hommes d'affaires, de cadres, de diplomates, et de la population saoudienne anglophone,. 

## Histoire
Arab News est fondé à Djeddah le 20 avril 1975 par Hisham Hafiz et son frère Mohammad Hafiz, fils du cofondateur du quotidien saoudien Al Madina. Arab news est le premier quotidien anglophone publié en Arabie saoudite, et le premier journal du Saudi Research and Marketing Group. Le nom du quotidien est décidé conjointement par Kamal Adham, Hisham Hafiz et Turki al Faisal.
Le premier rédacteur en chef du journal est le libanais Jihad Khazen, mais comme les lois saoudiennes de l'époque imposent d'avoir une personnalité locale à ce poste, il reçoit le titre de directeur général. Il crée trois ans plus tard le pendant arabophone d'Arab News, le quotidien panarabe Asharq al-Awsat fondé en 1978.
En mai 2017, Arab News conclut un partenariat avec YouGov, spécialiste britannique en matière de sondages en ligne, annoncé lors du 16e Forum annuel des médias arabes (AMF). Parmi les études issues de ce partenariat, certaines ont montré que 81% des Américains ne peuvent pas situer le monde arabe sur une carte et que la majorité des Saoudiens ont soutenu la décision de permettre aux femmes de conduire,.
Arab News publie également des articles en français depuis le 14 juillet 2020.

## Distribution
Arab News est diffusé au niveau national en Arabie saoudite, et à l’international aux Émirats arabes unis, Koweït, Bahreïn, Qatar, Pakistan, Oman, Proche-Orient, Afrique du Nord, Europe et États-Unis. La version française est lancée en 2020 sur un site internet dédié.

## Direction
Le président de SRMG et d'Arab News est Turki ben Salmane Al Saoud depuis 2013.
Les chefs de rédaction du journal depuis 1997 :
- 1975-1979 : Mohammad Ali Hafiz
- 1979-1982 : Mohammad Shibani
- 1982-1993 : Khaled al-Maïna
- 1993 : Farouq Luqman
- 1993-1998 :  Abdulqader Tash
- 1998-2011 : Khaled al-Maïna
- 2011-2013 :  Abdulwahab al Faiz
- 2013-2017 : Fahad al Harthi
- Depuis 2017 :  Faisal J. Abbas

## Collaborateurs
En 2003, Somaya Jabarti rejoint l'équipe de rédaction du journal. Elle travaille neuf ans pour Arab News, et devient directrice adjointe de la rédaction avant de devenir la première Saoudienne rédactrice en chef d'un journal saoudien, Saudi Gazette en 2014. 
Hana Hajjar, seule femme caricaturiste politique en Arabie saoudite, travaille au sein d'Arab News.
Sous la direction de Faisal J. Abbas, Arab News élargit la section d'opinion et d'analyse en recrutant des contributeurs tels que l'ex-ministre turc Yaşar Yakış, le magnat des Émirats arabes unis Khalaf Ahmad al Habtoor, l'expert en relations États-Unis-Arabie Amal Mudallali Yossi Mekelberg, Chris Doyle du Conseil de l'entente arabo-britannique (CABUU), Fahad Nazer et le journaliste d'affaires Frank Kane.

## Controverses
En mars 1992, le rédacteur en chef d'Arab News, Khalid Almeena, est brièvement renvoyé pour avoir réimprimé un entretien avec le dirigeant musulman égyptien Sheikh Omar Abdul-Rahman qui avait été publié dans un quotidien américain.
En avril 2007, le journaliste Fawaz Turki est limogé pour avoir publié une chronique sur les actes répréhensibles de l'Indonésie pendant son occupation du Timor oriental entre 1975 et 1999. Il est également rapporté que Turki al Faisal avait déjà été averti par les autorités saoudiennes qui lui ont demandé d'arrêter ses critiques sur le président égyptien Hosni Moubarak.